# Campionati mondiali di ginnastica ritmica sportiva 1985
I XII Campionati mondiali di ginnastica ritmica sportiva si sono svolti a Valladolid, in Spagna, dal 10 al 13 ottobre 1985.

## Risultati
| Evento                          | Oro                                                                 | Argento                                  | Bronzo                                                                    |
| Individuale (clavette)          | Lilija Ignatova Bulgaria / Diljana Georgieva Bulgaria 20,000        | --                                       | Tat'jana Dručinina Unione Sovietica 19,900                                |
| Individuale (fune)              | Diljana Georgieva Bulgaria 20,000                                   | Maryna Lobač Unione Sovietica 19,900     | Lilija Ignatova Bulgaria 19,850                                           |
| Individuale (nastro)            | Bianka Panova Bulgaria / Galina Beloglazova Unione Sovietica 20,000 | --                                       | Diljana Georgieva Bulgaria 19,950                                         |
| Individuale (palla)             | Lilija Ignatova Bulgaria / Diljana Georgieva Bulgaria 19,950        | --                                       | Galina Beloglazova Unione Sovietica / Bianca Dittrich Germania Est 19,900 |
| Individuale (concorso completo) | Diljana Georgieva Bulgaria 39,900                                   | Lilija Ignatova Bulgaria 39,800          | Bianka Panova Bulgaria 39,750                                             |
| Concorso a squadre              | Bulgaria 39,800                                                     | Unione Sovietica / Corea del Nord 39,575 | --                                                                        |

## Medagliere
| Pos. | Nazione          | Oro | Argento | Bronzo | Totale |
| 1    | Bulgaria         | 8   | 1       | 3      | 12     |
| 2    | Unione Sovietica | 1   | 2       | 2      | 5      |
| 3    | Corea del Nord   | 0   | 1       | 0      | 1      |
| 4    | Germania Est     | 0   | 0       | 1      | 1      |